# Ticaco (distrito)
Ticaco é um distrito peruano localizado na Província de Tarata, região de Tacna. Sua capital é a cidade de Ticaco.

## Transporte
O distrito de Ticaco é servido pela seguinte rodovia:
- TA-106, que liga o distrito de Tarata à cidade de Susapaya
- TA-103, que liga o distrito de Candarave à cidade de Tarata[2][3][4]